# Citroën Belphégor

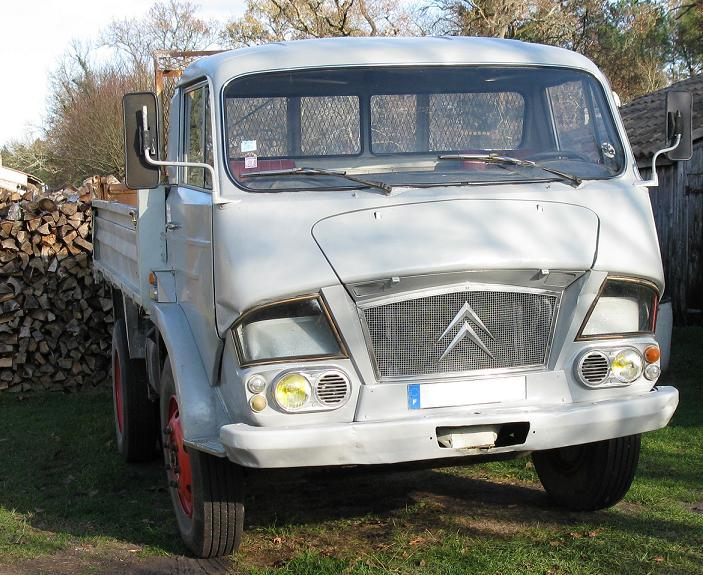
Citroën 350 Belphégor

Der Citroën Belphégor (eigentlich Camion 350 bis 850) war ein Lastkraftwagenmodell von Citroën.
Zwischen 1965 und 1972 produzierte Citroën einen leichten Lastkraftwagen für Nutzlasten zwischen 3,5- und 8 Tonnen. Entworfen wurde das Fahrzeug von Flaminio Bertoni, der auch maßgeblich an der Entwicklung der Modelle Citroën Traction Avant, Citroën 2CV (der Ente), Citroën DS (Beiname: die Göttin) und Ami 6 beteiligt war. Citroën verwendete eine innovative Technik und futuristisches Design. Das auffälligste Detail waren die über den Frontscheinwerfern sitzenden „Fensterscheiben“, die dem Fahrer tatsächlich als Peilscheiben zum Blick unmittelbar vor das Fahrzeug dienen konnten.
Der Spitzname Belphégor entstand wegen des ungewöhnlichen Designs unter Bezug auf die damals populäre Fernsehserie Belphégor oder das Geheimnis des Louvre.
Bereits 1970 wurde ein Nachfolgemodell eingeführt, das aufgrund der Übernahme von Berliet als Citroën-Berliet K vermarktet wurde.